# Villiers-Herbisse
Villiers-Herbisse är en kommun i departementet Aube i regionen Grand Est (tidigare regionen Champagne-Ardenne) i nordöstra Frankrike. Kommunen ligger  i kantonen Arcis-sur-Aube som ligger i arrondissementet Troyes. År 2022 hade Villiers-Herbisse 82 invånare.

## Befolkningsutveckling
Antalet invånare i kommunen Villiers-Herbisse
Referens: INSEE